# Boston Celtics 1947-1948
La stagione 1947-48 dei Boston Celtics è stata la 2ª della franchigia.  I Celtics chiusero la stagione al terzo posto della Eastern Conference guadagnando il primo accesso alla post season.
Al primo turno dei play-off furono battuti dai Chicago Stags per 2-1.

## Arrivi/partenze

### Draft
| Giro | Scelta | Giocatore    | Ruolo | Nazione     | College/liceo     |
| ---- | ------ | ------------ | ----- | ----------- | ----------------- |
| 1    | 3      | Bulbs Ehlers | A     | Stati Uniti | Purdue University |

#### Altre scelte
- Bob Alemeida, (non inserito nel roster)
- Hank Biasatti, (non inserito nel roster)
- Johnny Ezersky, ai Providence Steamrollers
- George Felt, (non inserito nel roster)
- Jack Hewson
- John Kelly, (non inserito nel roster)
- George Petrovick, (non inserito nel roster)
- Gene Stump

### Scambi
| A stagione in corso | Ai Boston CelticsMike Bloom | Ai Baltimore BulletsConnie Simmons |

### Mercato

#### Acquisti
| Giocatore       | Firmato      | Provenienza        |
| Cecil Hankins   | pausa estiva | St. Louis Bombers  |
| Ed Sadowski     | pausa estiva | Cleveland Rebels   |
| George Munroe   | pausa estiva | St. Louis Bombers  |
| Mel Riebe       | pausa estiva | Cleveland Rebels   |
| Saul Mariaschin | pausa estiva |                    |
| Stan Noszka     | pausa estiva | Pittsburgh Ironmen |
| John Janisch    | pausa estiva | Detroit Falcons    |

#### Cessioni
| Giocatore      | Ceduto              | Destinazione            |
| Al Brightman   | pausa estiva        |                         |
| Bob Duffy      | pausa estiva        |                         |
| Dick Murphy    | pausa estiva        |                         |
| Don Eliason    | pausa estiva        |                         |
| Gerard Kelly   | pausa estiva        | Providence Steamrollers |
| Hal Crisler    | pausa estiva        |                         |
| Harold Kottman | pausa estiva        |                         |
| John Simmons   | pausa estiva        |                         |
| Mel Hirsch     | pausa estiva        |                         |
| Virgil Vaughn  | pausa estiva        |                         |
| Warren Fenley  | pausa estiva        |                         |
| Wyndol Gray    | pausa estiva        | Providence Steamrollers |
| John Janisch   | a stagione in corso | Providence Steamrollers |

## Roster
| N°    | Naz.                   | Ruolo | Sportivo        | Anno | Alt. | Peso |
| ----- | ---------------------- | ----- | --------------- | ---- | ---- | ---- |
| 3     | Stati Uniti (bandiera) | G     | Charlie Hoefer  | 1917 | 175  | 72   |
| 4     | Stati Uniti (bandiera) | G     | Saul Mariaschin | 1924 | 180  | 75   |
| 5     | Stati Uniti (bandiera) | G     | Cecil Hankins   | 1922 | 185  | 79   |
| 6     | Stati Uniti (bandiera) | G     | George Munroe   | 1922 | 180  | 77   |
| 7-9   | Stati Uniti (bandiera) | GA    | Mel Riebe       | 1916 | 180  | 82   |
| 10    | Stati Uniti (bandiera) | AC    | Mike Bloom      | 1915 | 198  | 86   |
| 10-11 | Stati Uniti (bandiera) | G     | Stan Noszka     | 1920 | 185  | 84   |
| 10    | Stati Uniti (bandiera) | AC    | Connie Simmons  | 1925 | 203  | 101  |
| 11    | Stati Uniti (bandiera) | AC    | Chuck Connors   | 1921 | 196  | 86   |
| 12    | Stati Uniti (bandiera) | A     | Art Spector     | 1920 | 193  | 91   |
| 13    | Stati Uniti (bandiera) | GA    | Gene Stump      | 1925 | 188  | 84   |
| 14    | Stati Uniti (bandiera) | GA    | Bulbs Ehlers    | 1923 | 191  | 90   |
| 15-21 | Stati Uniti (bandiera) | G     | Jack Garfinkel  | 1918 | 183  | 86   |
| 17    | Stati Uniti (bandiera) | AC    | Jack Hewson     | 1924 | 198  | 88   |
| 17    | Stati Uniti (bandiera) | GA    | John Janisch    | 1920 | 192  | 91   |
| 22    | Stati Uniti (bandiera) | C     | Ed Sadowski     | 1917 | 196  | 109  |

## Staff tecnico
- Allenatore: Honey Russell
- Vice-allenatore: Danny Silva
- Preparatore atletico: Harvey Cohn

## Premi
- Ed Sadowski: Primo quintetto BAA